# Минимундус
„Минимундус“ е парк с миниатюри в град Клагенфурт, провинция Каринтия, Австрия, край езерото Вьортерзе.
Над 15 милиона души са посетили парка от неговото откриване през 1958 година. Разположен е на площ от 26 декара. Паркът е собственост на благотворителната организация Rettet das Kind („Спасете децата“).
Паркът представя над 150 миниатюрни архитектурни модела от целия свят, изработени в съотношение 1:25.

Някои от известните в света сгради и съоръжения, представени с модели в парка, са следните:
- катедрала „Св. Стефан“, Виена
- базилика „Св. Петър“, Ватикан
- Статуя на Свободата, Ню Йорк
- мавзолей Тадж Махал, Агра
- монумент Атомиум, Брюксел
- Велика китайска стена
- Айфелова кула, Париж
- замък Тауър, Лондон
- Опера на Сидни
- Рилски манастир

Повечето от моделите са мобилни и се преместват на защитено място при неблагоприятно време.